# Temple de Muktinath
Le temple de Muktinath est situé dans la ville de Muktinath, dans le district de Mustang, au Népal. Connu comme le « seigneur de la libération », il est sacré pour les hindous comme une demeure de la divinité hindoue Vishnou et pour les bouddhistes en tant que sanctuaire de la divinité bouddhiste Avalokiteśvara,,.

## Description
Localisé dans la vallée de Muktinath au pied du Thorong La à une altitude de 3 800 mètres, c'est l'un des plus hauts temples du monde. Il possède le statut de Divya Desams (en) de l'hindouisme, parmi les 108 existants (et le seul Divya Desam situé en dehors de l'Inde) ainsi que l'un des huit sanctuaires les plus sacrés, connus sous le nom de Svayam Vyakta Ksetras (en), du Vaishnavisme. C'est également l'un des 51 Shakta pithas, associés à la tête de la déesse Sati (en). Le complexe du temple est connu sous le nom de Mukti Kshetra, ce qui signifie littéralement « le lieu de la libération ( moksha) » et est l'un des Char Dham (en) du Népal.
Pour les bouddhistes, cet édifice est la demeure des dakinis – déesses connues sous le nom de Danseuses du Ciel – et est considéré comme l'un des vingt-quatre lieux tantriques. Les bouddhistes tibétains l'appellent Chumig Gyatsa (en), qui signifie « Cent Eaux » en tibétain, et le murti est vénéré comme une manifestation d'Avalokiteśvara, qui incarne la compassion de tous les bouddhas.
Le temple de Muktinath est considéré comme un symbole d'harmonie religieuse au Népal, où les hindous et les bouddhistes ont toujours célébré leur culte au même endroit, se respectant et s'incluant mutuellement.

## Légende
L'importance de ce temple au sein de l'hindouisme est décrite dans le Gandaki Mahatmya de l'ancien Vishnou Purana hindou. Le nom ancien de Muktinath dans la littérature sri-vaishnava est Tiru Shaligramam. La rivière Gandaki, qui coule en aval de Muktinath, est considérée comme la seule source du shaligrama shila (en), la représentation non anthropomorphique de Vishnou. La tradition bouddhiste tibétaine affirme que Guru Rinpoché, également connu sous le nom de Padmasambhava, le fondateur du bouddhisme tibétain, a médité à Muktinath sur son chemin vers le Tibet,. Le temple aurait été béni par de nombreux mahasiddhas.

## Architecture
Le sanctuaire central de Muktinath est considéré par les Vaishnavas hindous comme l'un des huit sanctuaires les plus sacrés, connus sous le nom de Svayam Vyakta Ksetras (en). Les autres sont Srirangam, Srimushnam (en), Tirupati, Naimisharanya (en), Thotadri, Pushkar et Badrinath. La murti à l'intérieur du temple est en or et mesure la taille d'un être humain. Le prakaram (cour extérieure) comporte 108 têtes de taureaux à travers lesquelles est versé de l'eau, appelées mukti dharas (libération représentant l'eau sacrée (en) des 108 Divya Desams (en) de l'hindouisme).

## Signification religieuse

### Hindouisme

#### Vaishnavisme

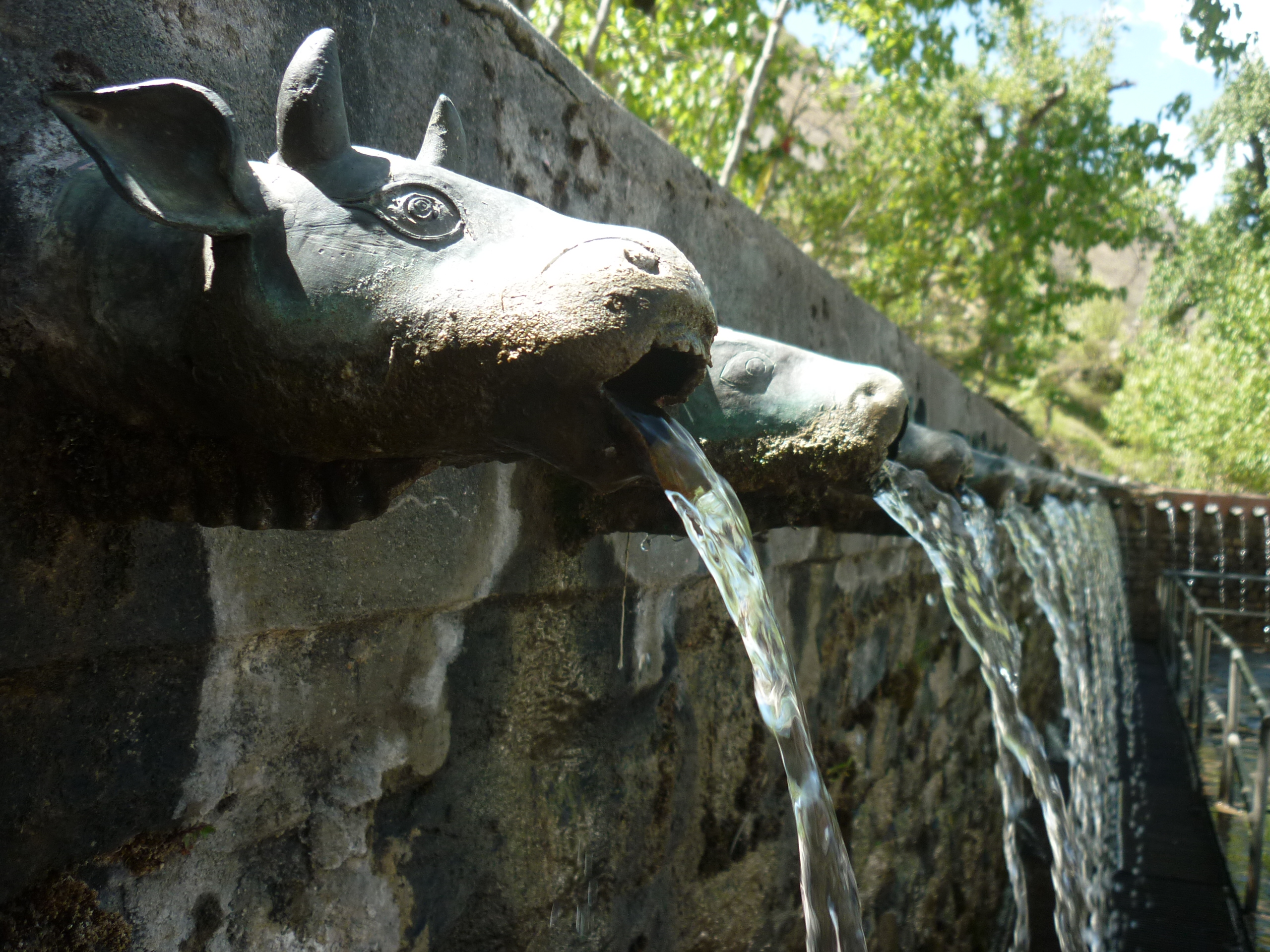
108 mukti dharas, ou les jets d'eau de la libération

Le temple de Muktinath est sacré dans la tradition Sri Vaishnava (en). Thirumangai Alvar en fait l'éloge dans la compilation du Nalayira Divya Prabandham (en). La rivière Gandaki, qui coule à proximité du temple, possède une sorte de pierre appelée shaligrama. Les différents motifs de la pierre sont vénérés comme différentes formes de Vishnou. Le blanc est considéré comme Vasudeva, le noir comme Vishnou, le vert comme Narayana, le bleu comme Krishna, le jaune doré et le jaune rougeâtre comme Narasimha et le jaune Vamana. Les pierres se présentent sous diverses formes, notamment celles du Panchajanya (en) et du Sudarshana Chakra (en), les attributs de Vishnou. Le temple est vénéré dans le Nalayira Divya Prabandham (en), canon vaishnava des VIIe siècle-IXe siècle, par Kulasekhara Alvar (en) dans un hymne. Le temple est classé comme Divya Desam (en), l'un des 108 temples de Vishnou mentionnés dans le livre. De nombreux fidèles y ont contribué, notamment les Alvars. Thirumangai Alvar (en) n'a pas pu atteindre Muktinath, mais a chanté dix pasurams (hymnes) depuis le lieu le plus proche, à la gloire de la divinité. Periyalvar (en) a chanté à la gloire de Vishnou « Salagramamudaiya Nambi ».

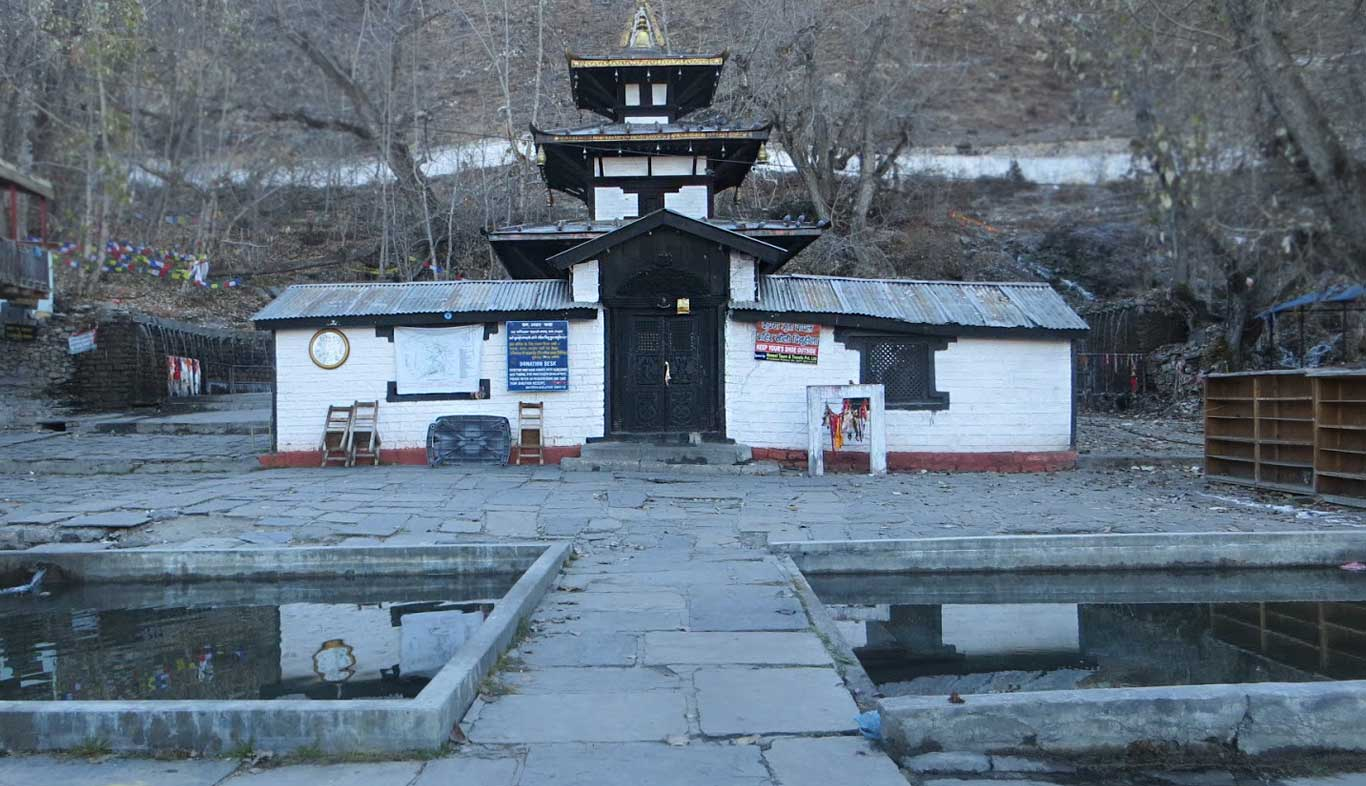
Le temple de Muktinath

Le pontife de Srivilliputhur y a installé les idoles d'Andal (Gotadevi), de Ramanuja et de Manavala Mamunigal (en) lors du Yajña célébré du 3 au 6 août 2009. Cet évènement est considéré par les fidèles de la tradition comme une étape importante dans l'histoire de Muktinath. Une foule nombreuse visite ce sanctuaire, où la divinité réside sous la forme de Sri Paramapada Nathan et de ses épouses divines Sridevi, Bhudevi, Niladevi (en) et Gotadevi[réf. nécessaire].

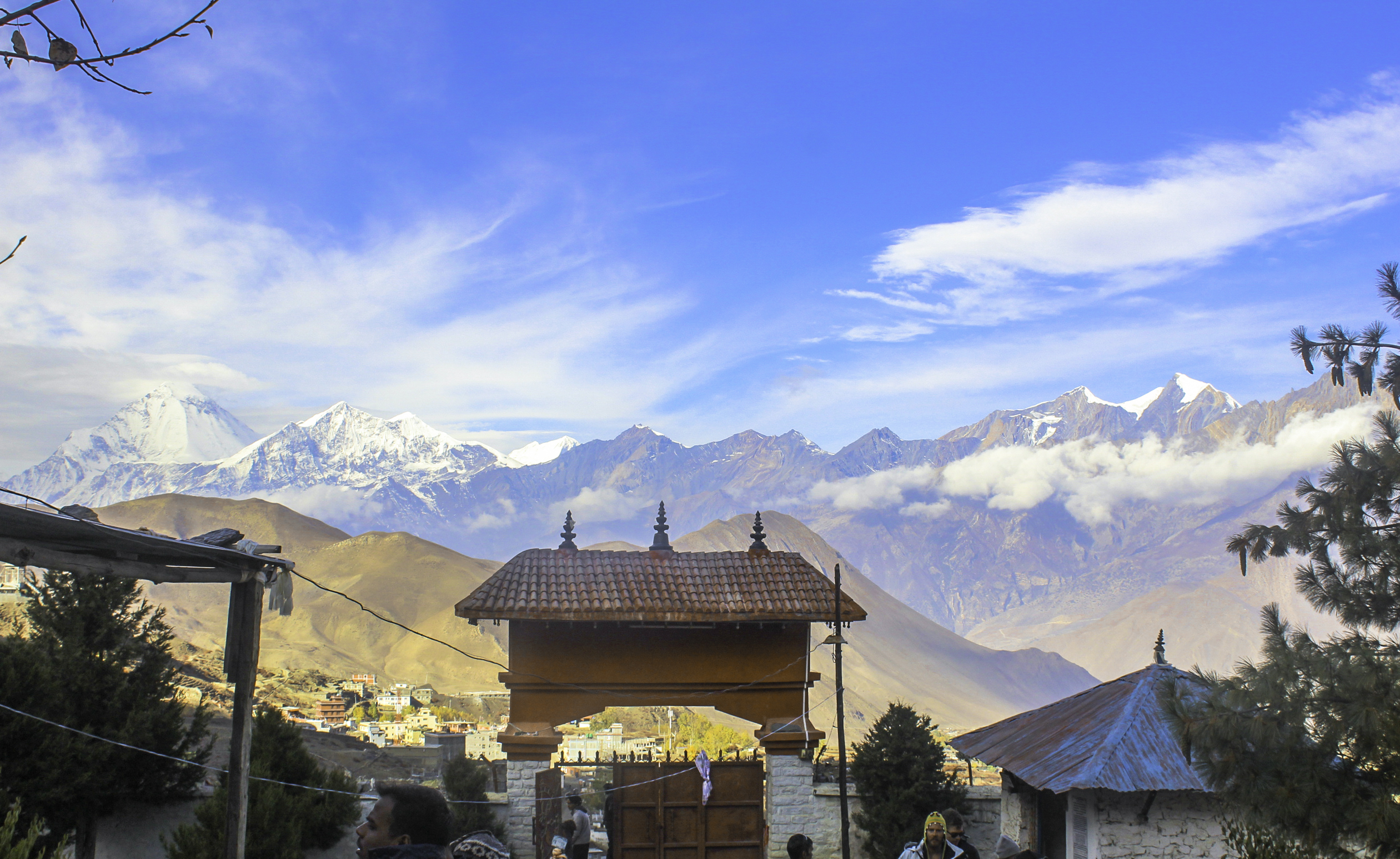
Porte de Muktinath surplombant l'Himalaya

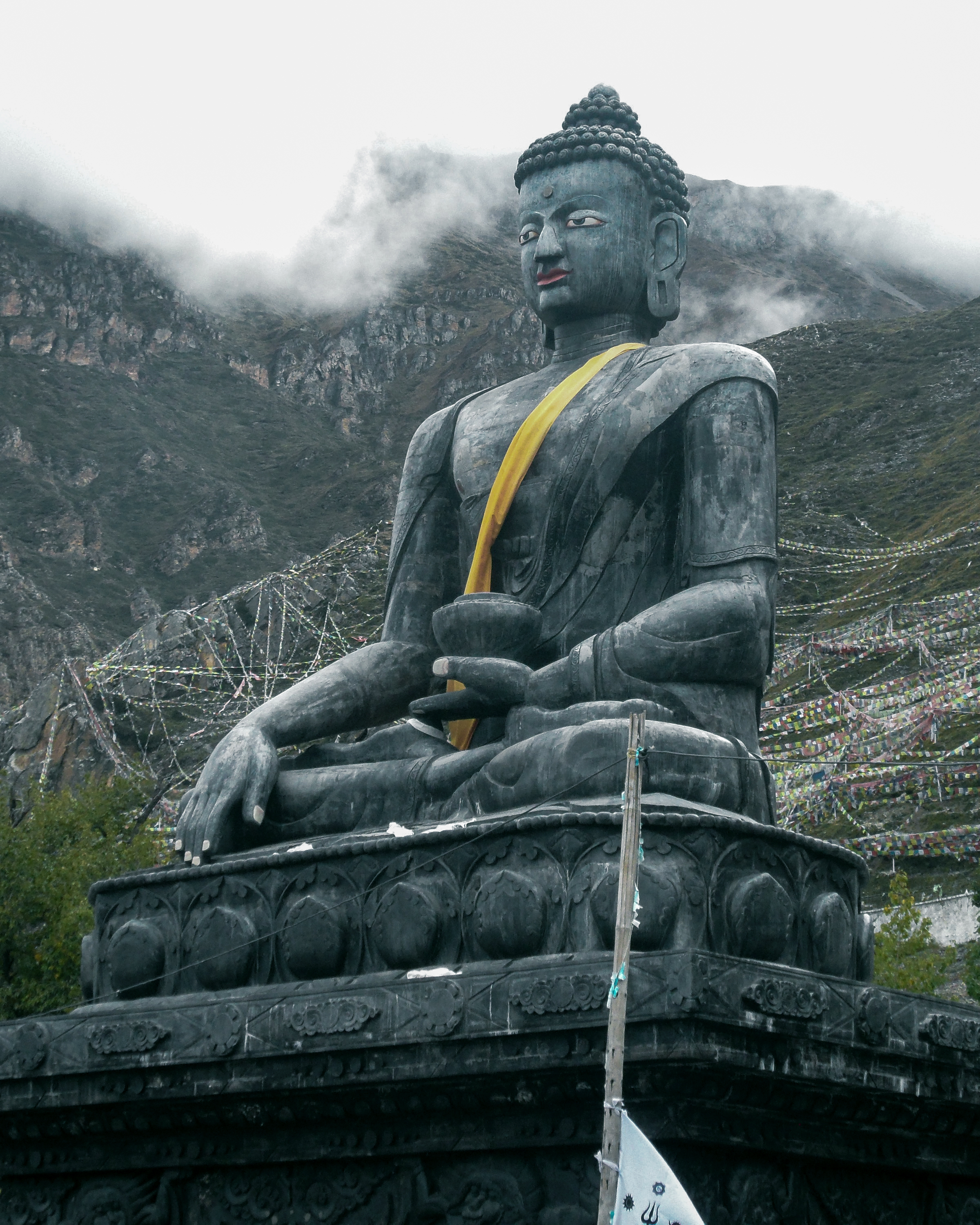
Statue de Bouddha dans la région de Muktinath

#### Shaktisme
Le temple de Muktinath est considéré comme un important lieu de pèlerinage dans le shaktisme, car il est l'un des Shakta pithas associés à la tête (le visage) de la déesse Sati (en). La Shakti de Muktinath est appelée « Gandaki Chandi » et Bhairav (Shiva) « Chakrapani ».
Le temple de Muktinath est également vénéré comme un lieu terrestre abritant les Pancha Bhuta (en) (cinq éléments : feu, eau, ciel, terre et air), dont sont faits tous les êtres matériels de l'univers. Le temple de la déesse Jwala Mai, adjacent à celui de Muktinath, est vénéré pour sa flamme sacrée alimentée par le gaz naturel émanant de la terre.

### Bouddhisme
Le temple a été vénéré par les bouddhistes comme la demeure d'Avalokiteśvara, le Bouddha qui incarne la compassion de tous les bouddhas. Dans le bouddhisme tibétain, le lieu est connu sous le nom de « Chumig Gyatsa » (les Cent Sources). Il est vénéré comme l'un des lieux importants liés à Padmasambhava, le fondateur du bouddhisme tibétain et l'un des 24 lieux tantriques (sacrés) du bouddhisme tibétain. La zone du temple est vénérée comme la résidence de 21 Tara et de nombreuses Dakinis, déesses connues sous le nom de Danseuses du Ciel,.

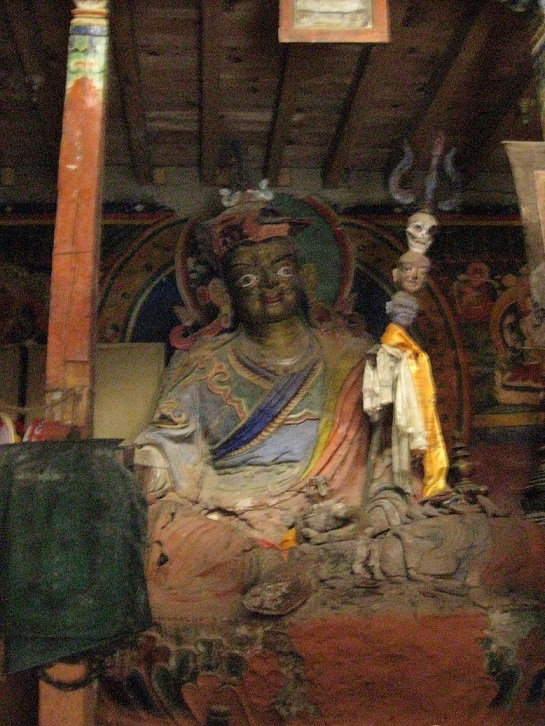
Statue du guru Padmasambhava
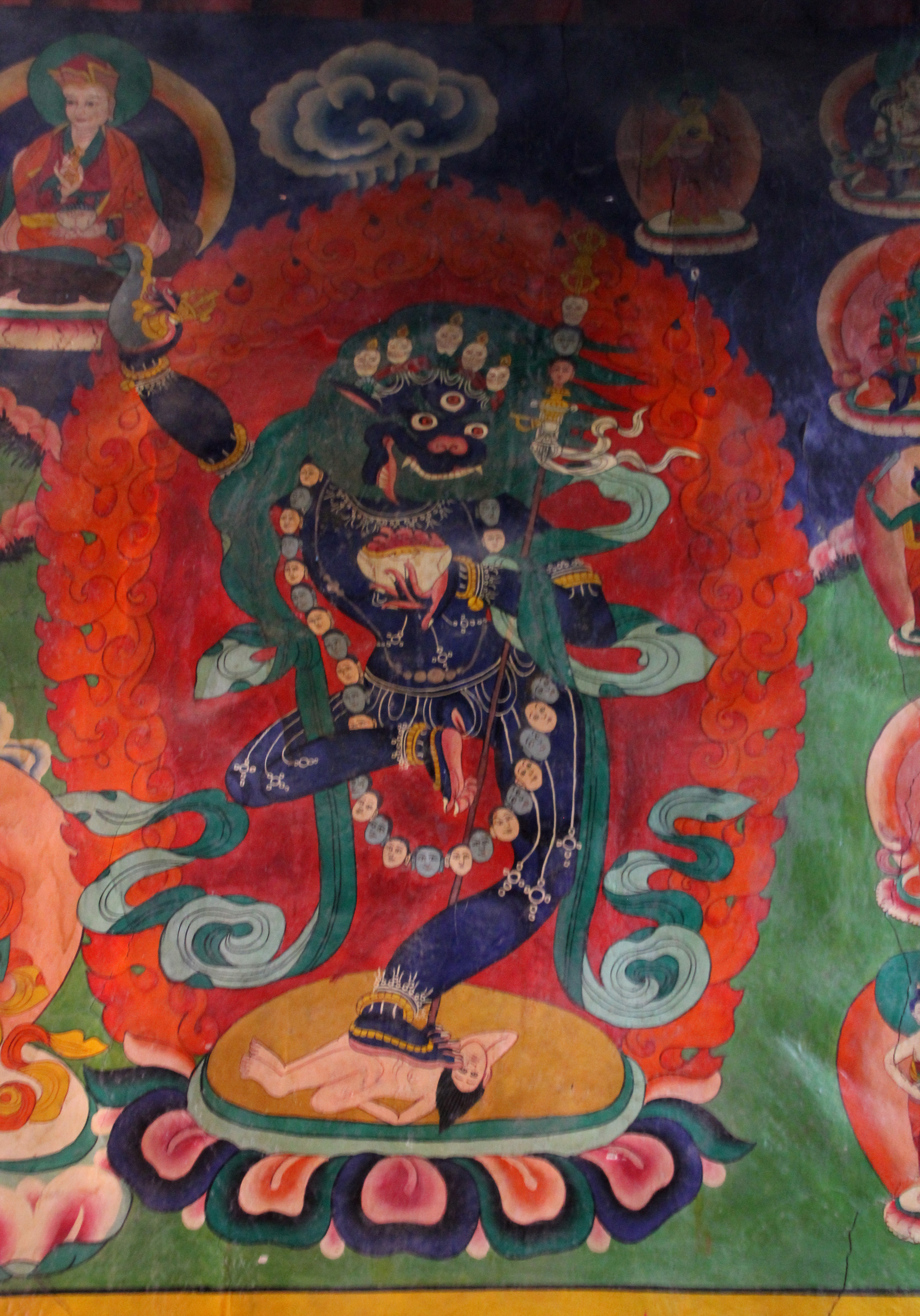
Déesse bouddhiste dans le complexe du temple de Muktinath
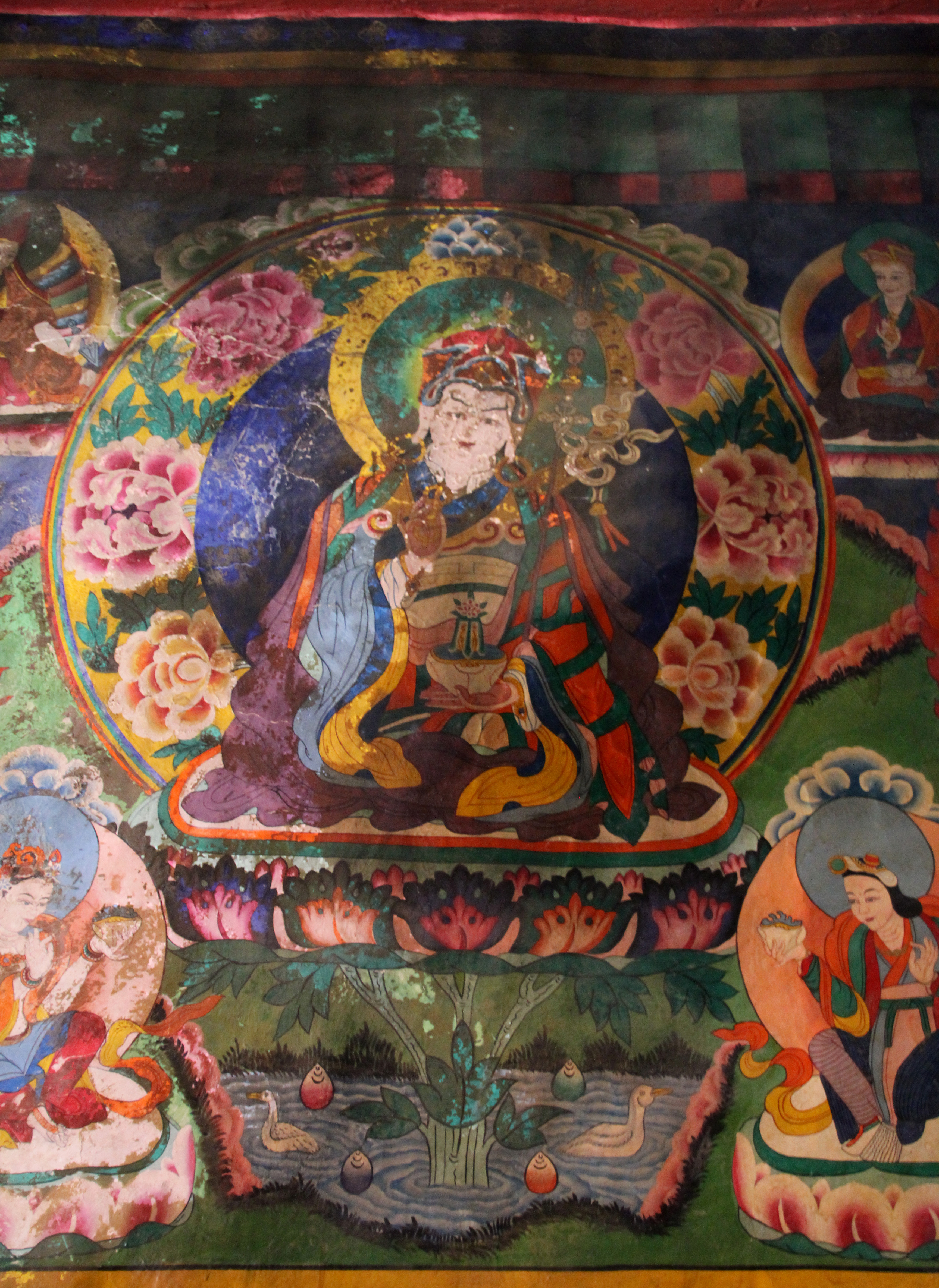
thangka bouddhiste

Les nonnes du complexe du temple sont considérées comme des déesses appelées Dakinis, issues des femmes qui reçurent l'enseignement de Padmasambhava lors de son séjour à Muktinath. On pense que Padmasambhava fit ériger une statue à son image avant de quitter Muktinath pour le Tibet. Cette statue se trouve au monastère de Mharme Lhakhang et est entretenue par ces nonnes.

## Galerie

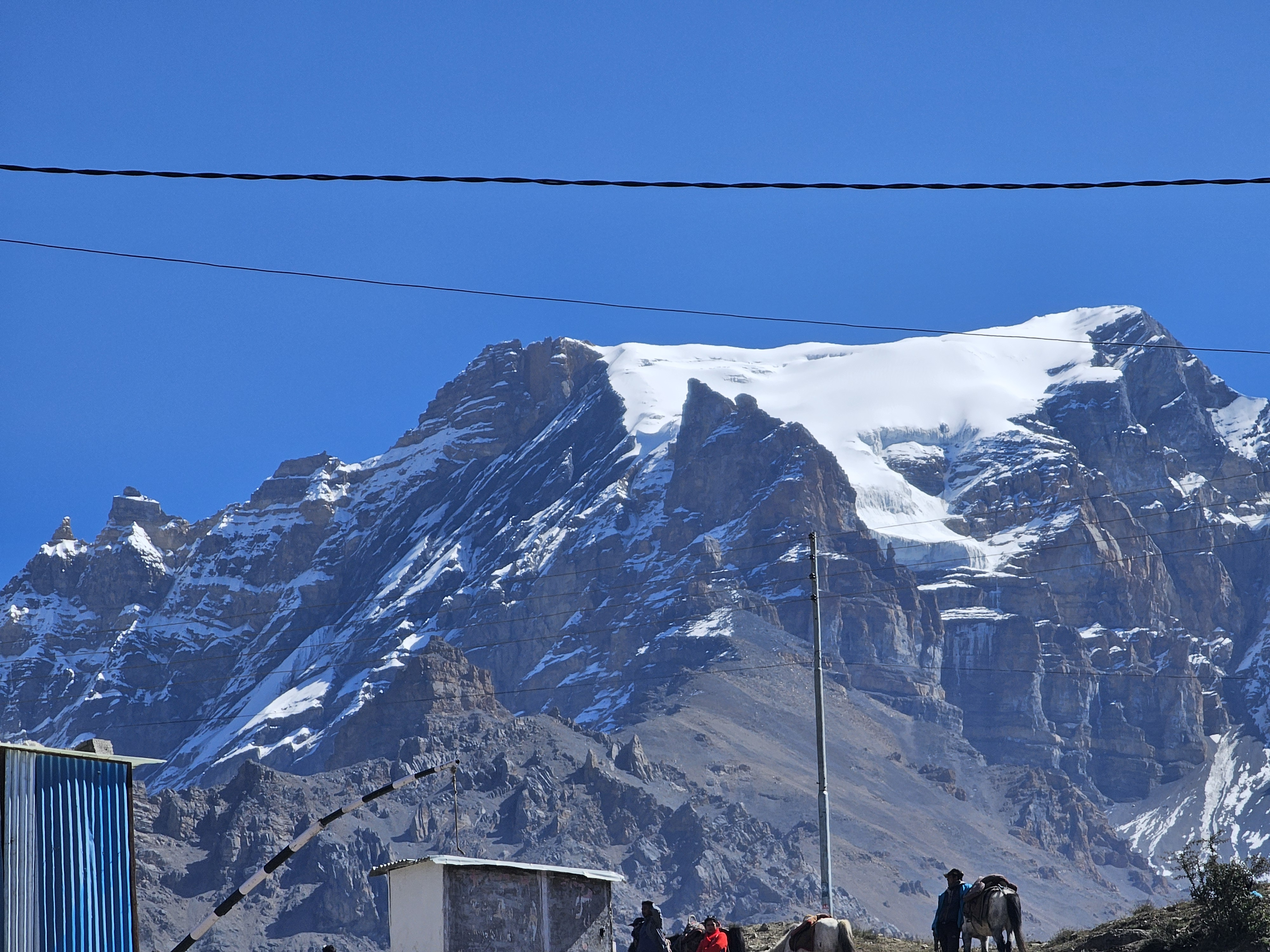
Himalaya près de Muktinath, Mustang, Népal
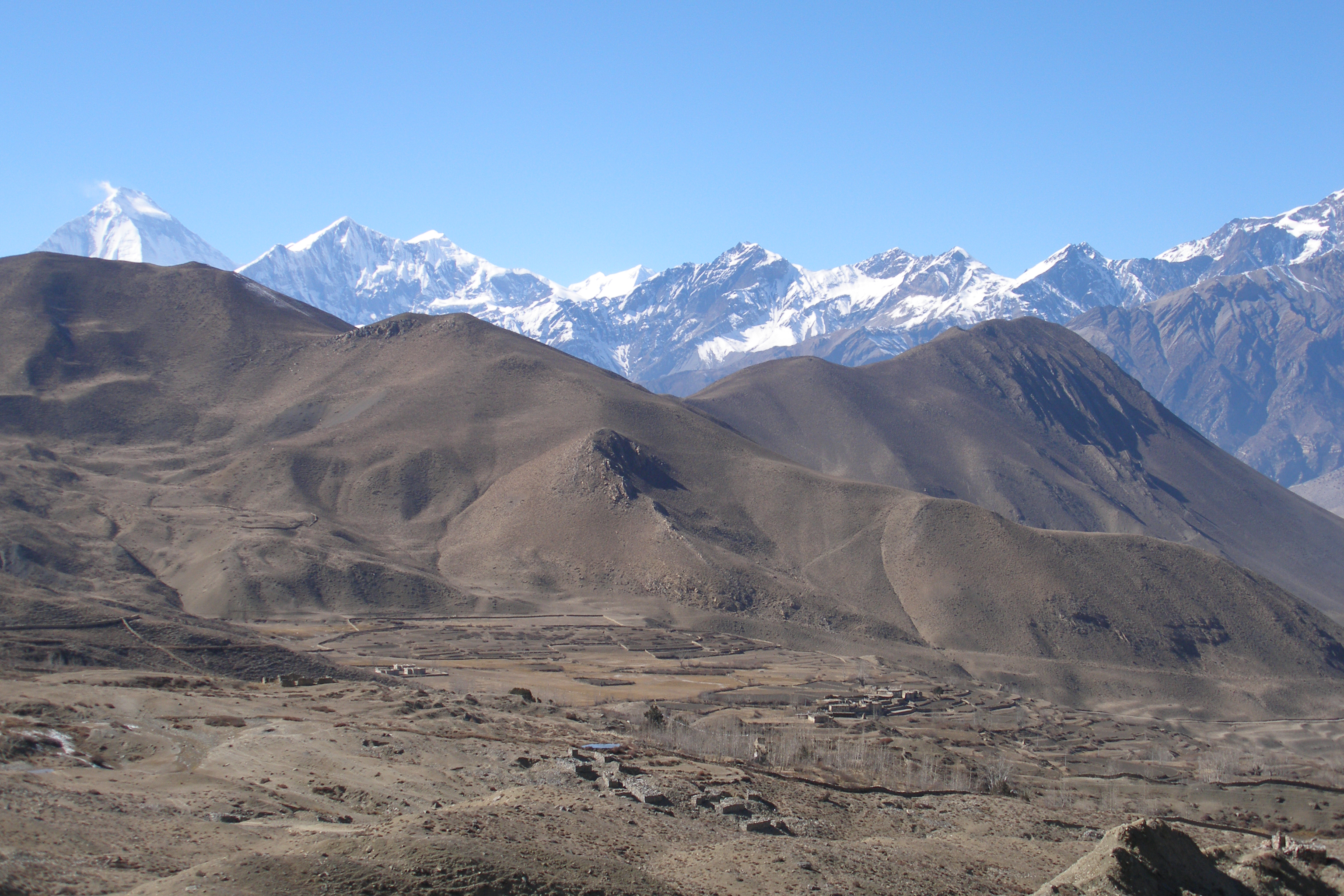
Vallée de Muktinath
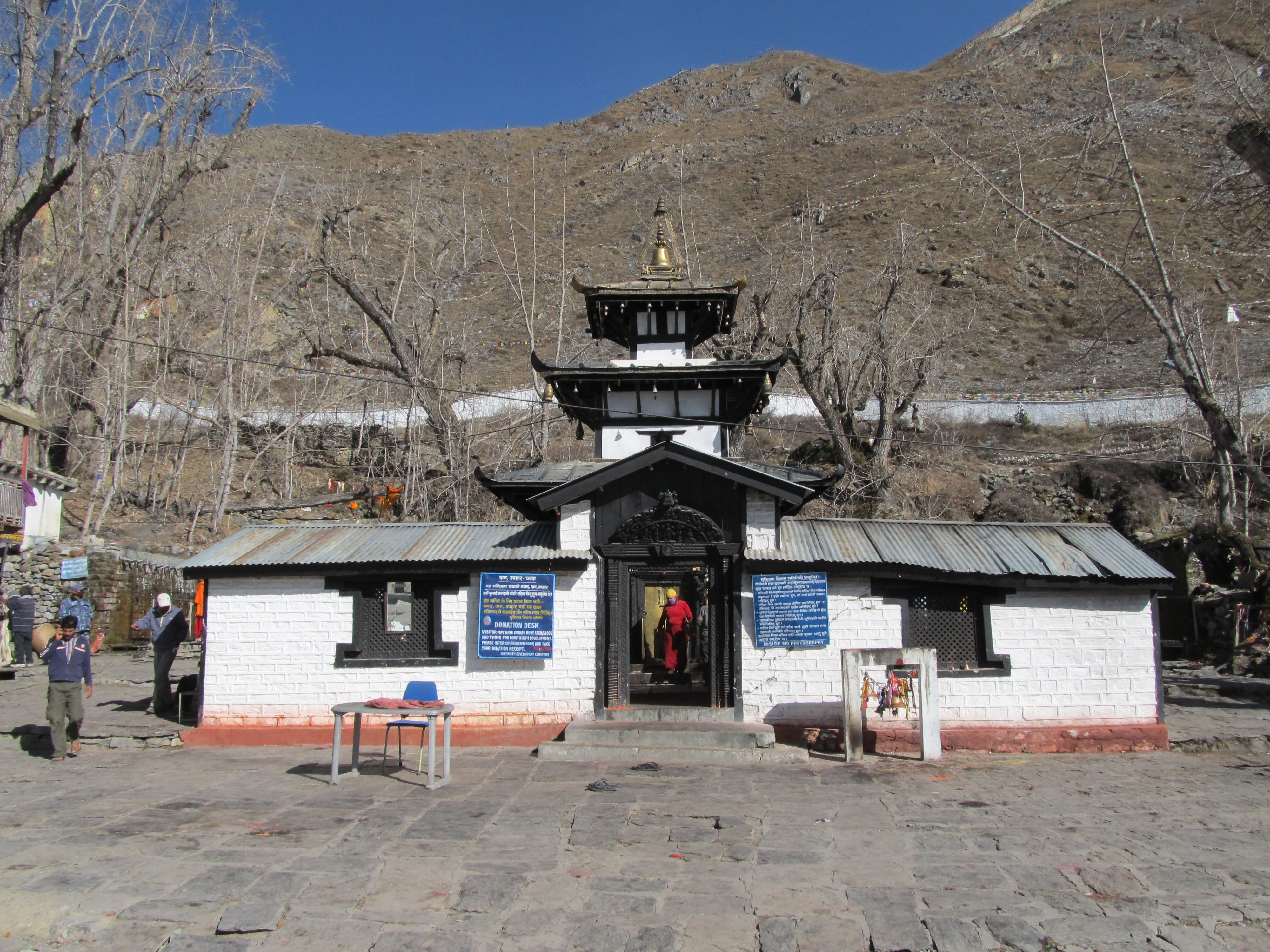
Temple de Muktinath
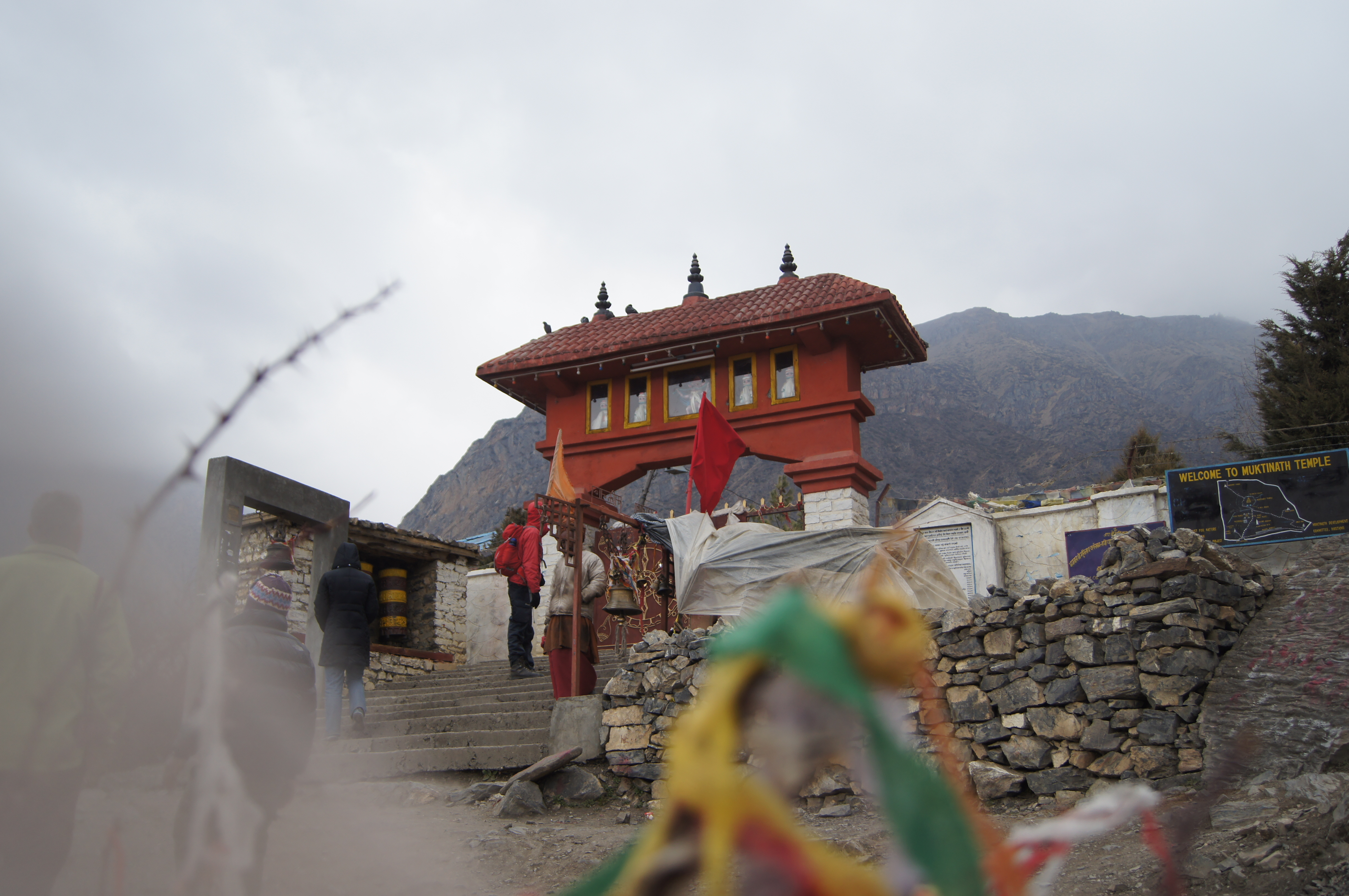
Entrée de la zone du temple
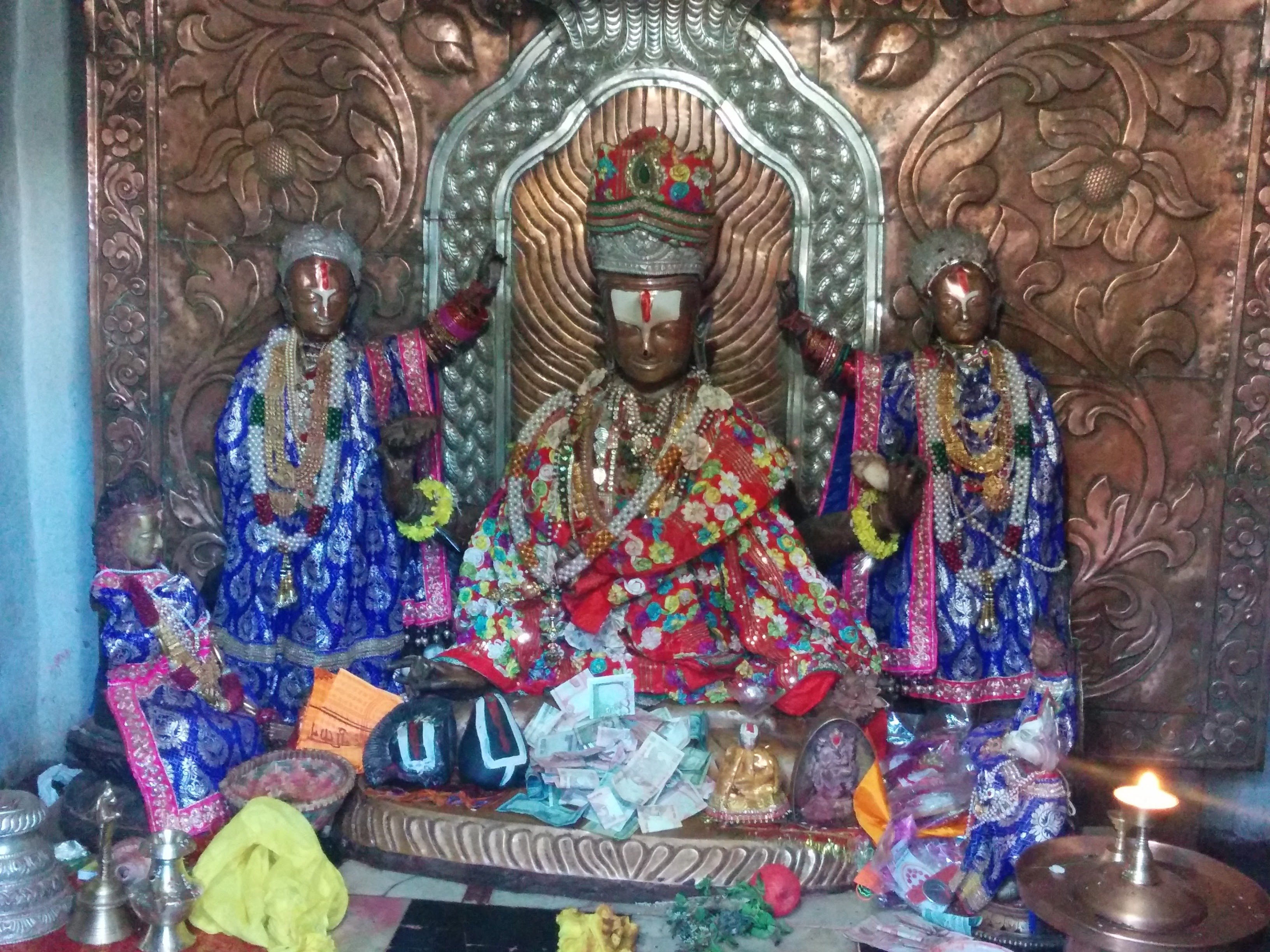
Le sanctuaire de Vishnou à l'intérieur du temple de Muktinath
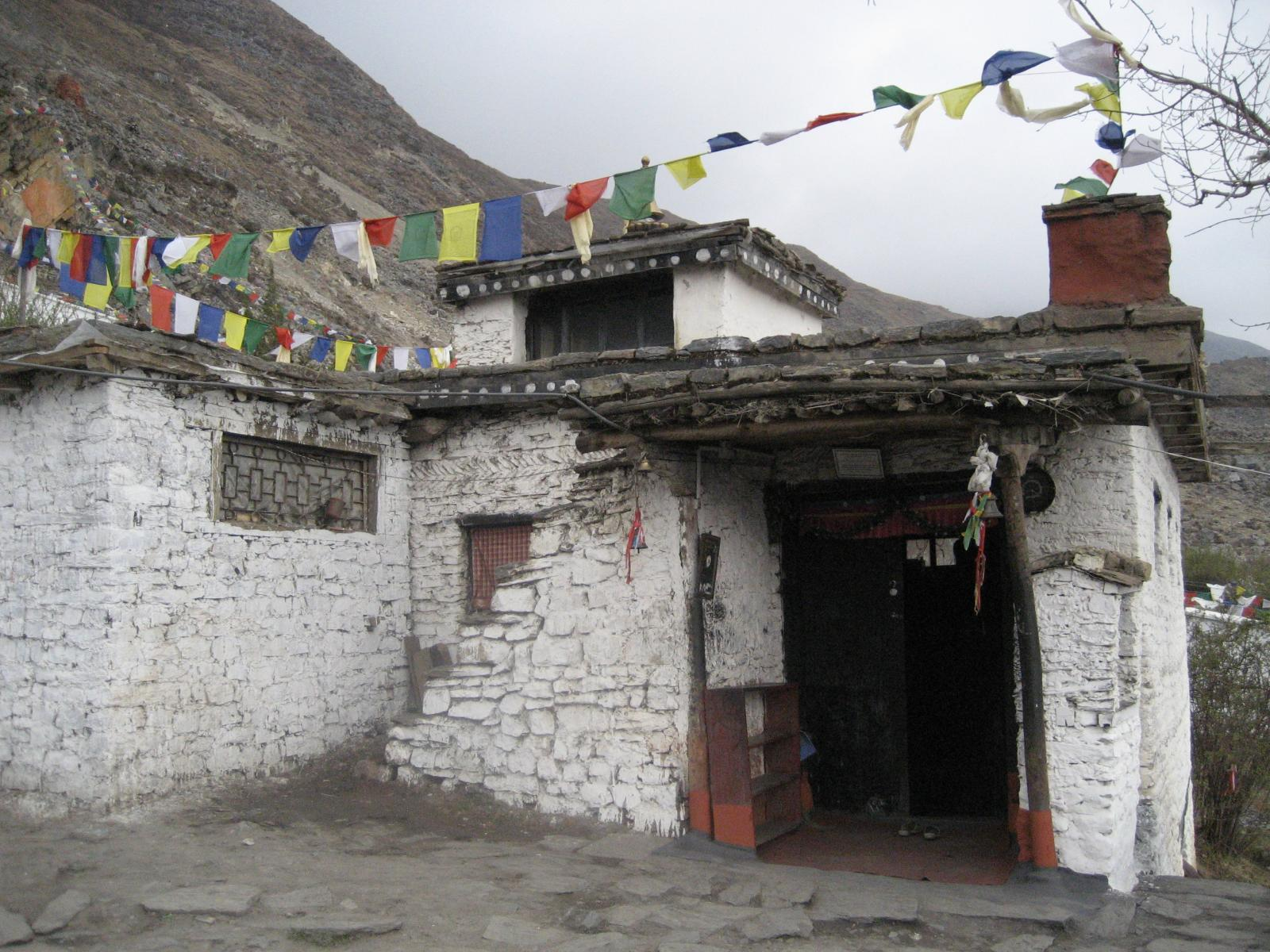
Temple de la déesse Jwala Mata Shakta Pitha
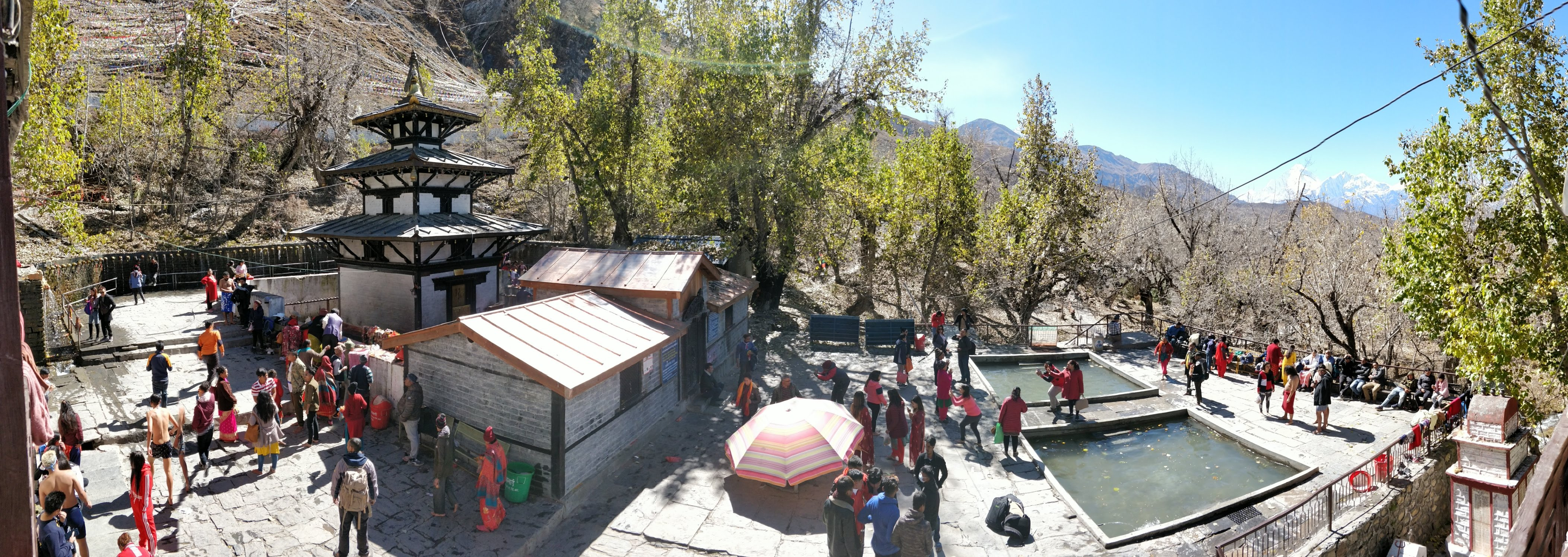
Temple de Muktinath avec 2 bassins (à droite) et 108 jets (à gauche)
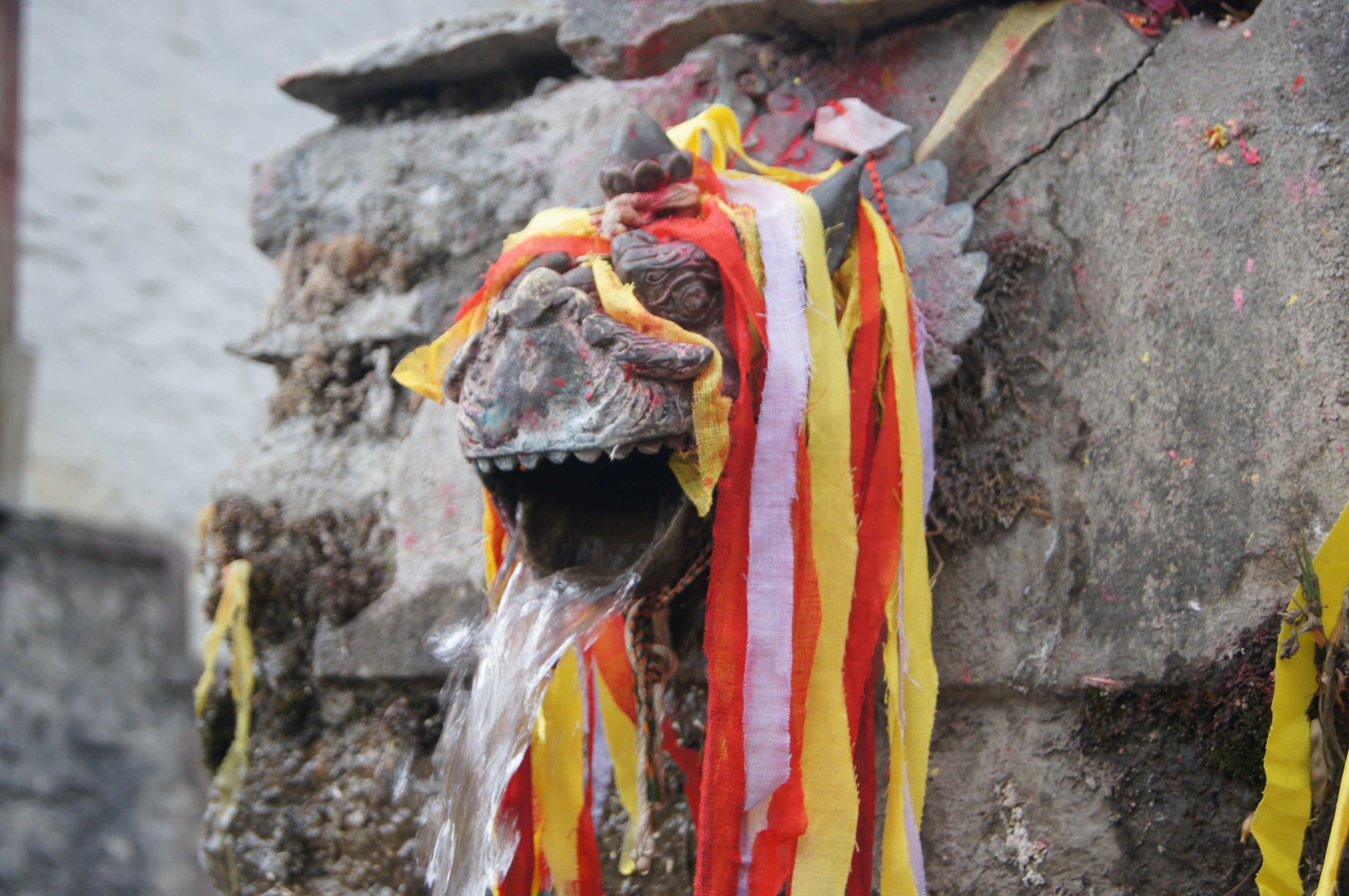
Gros plan de l'un des 108 têtes sacrés
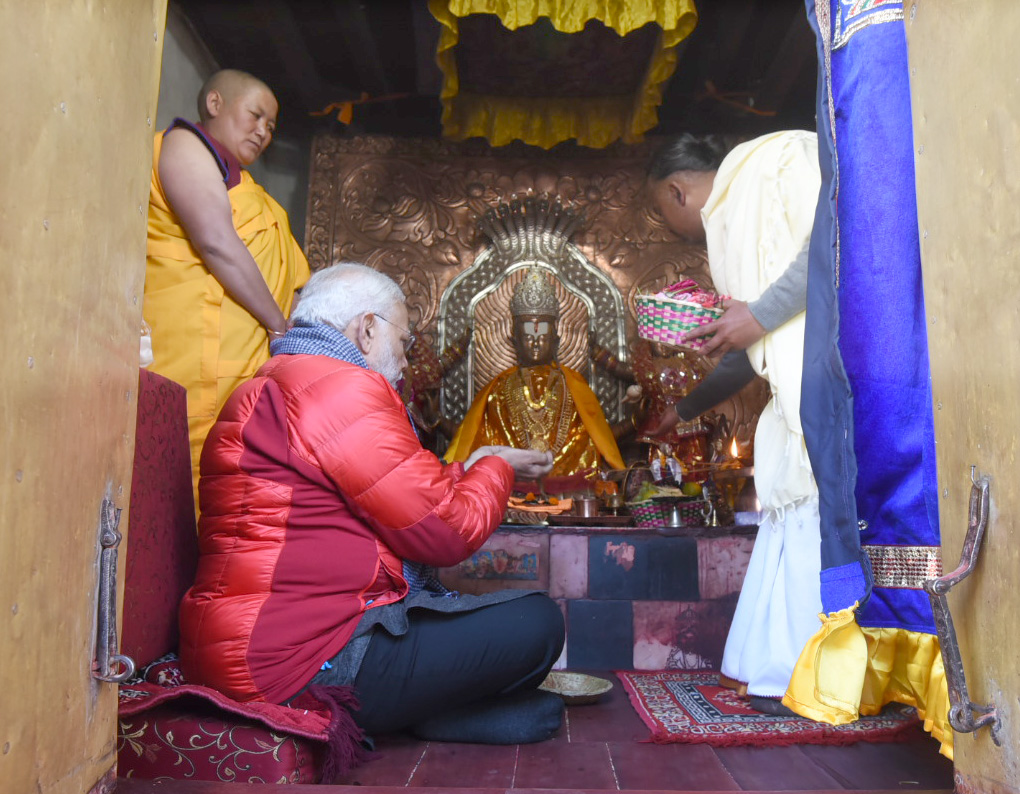
Narendra Modi, Premier ministre de l'Inde, offrant des prières
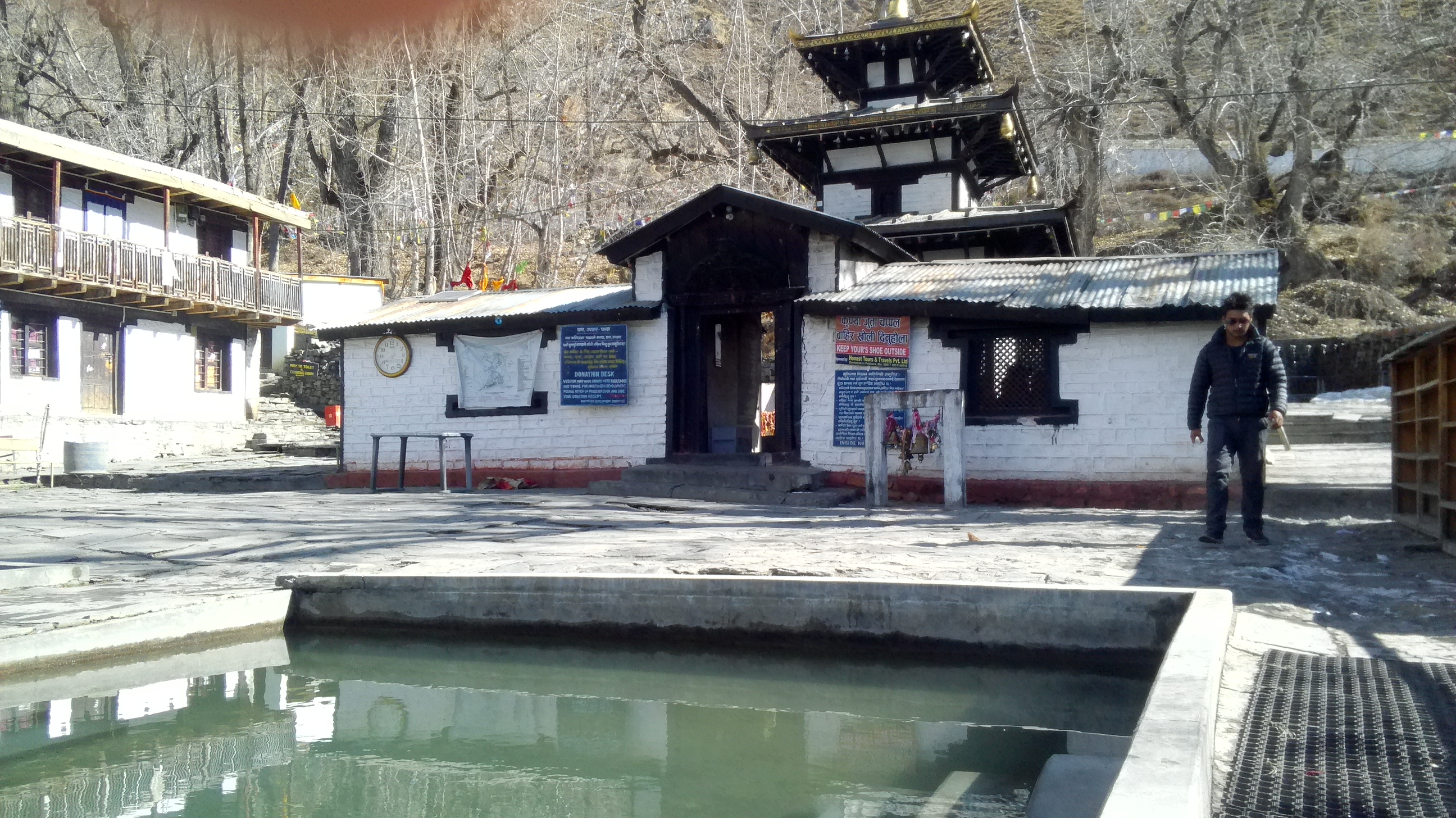
Temple et bassin
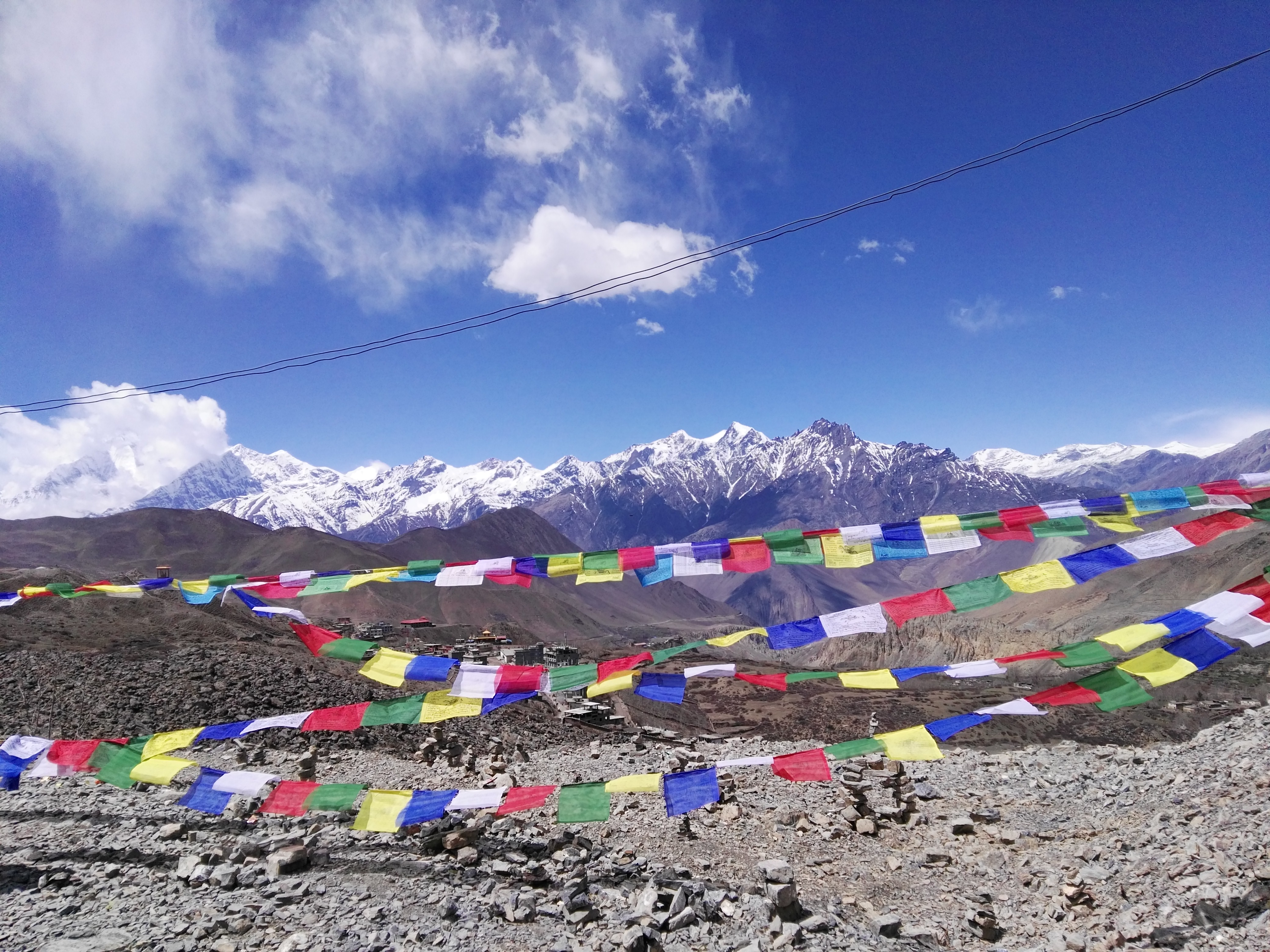
Drapeaux de prières dans la région de Muktinath
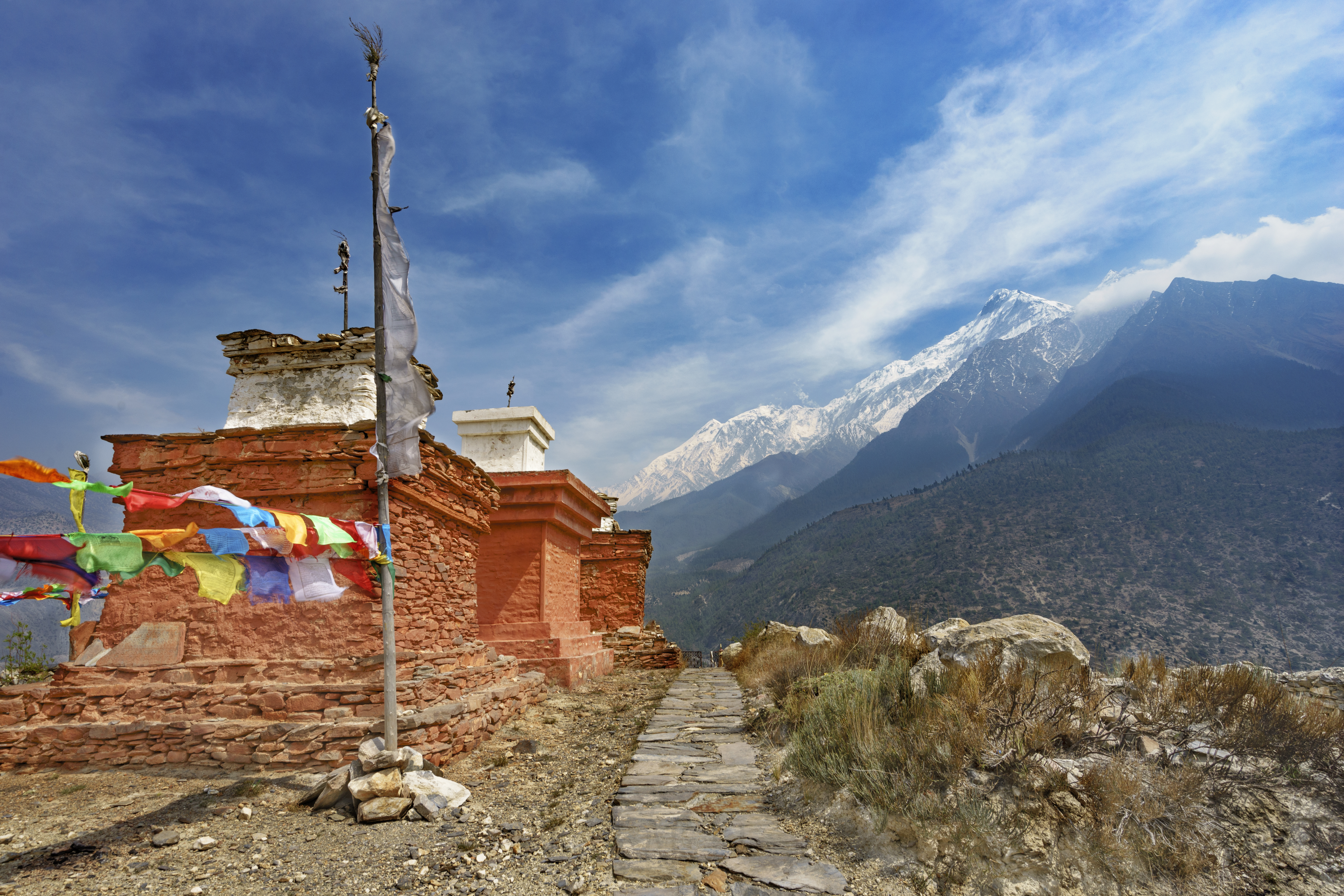
Gumba
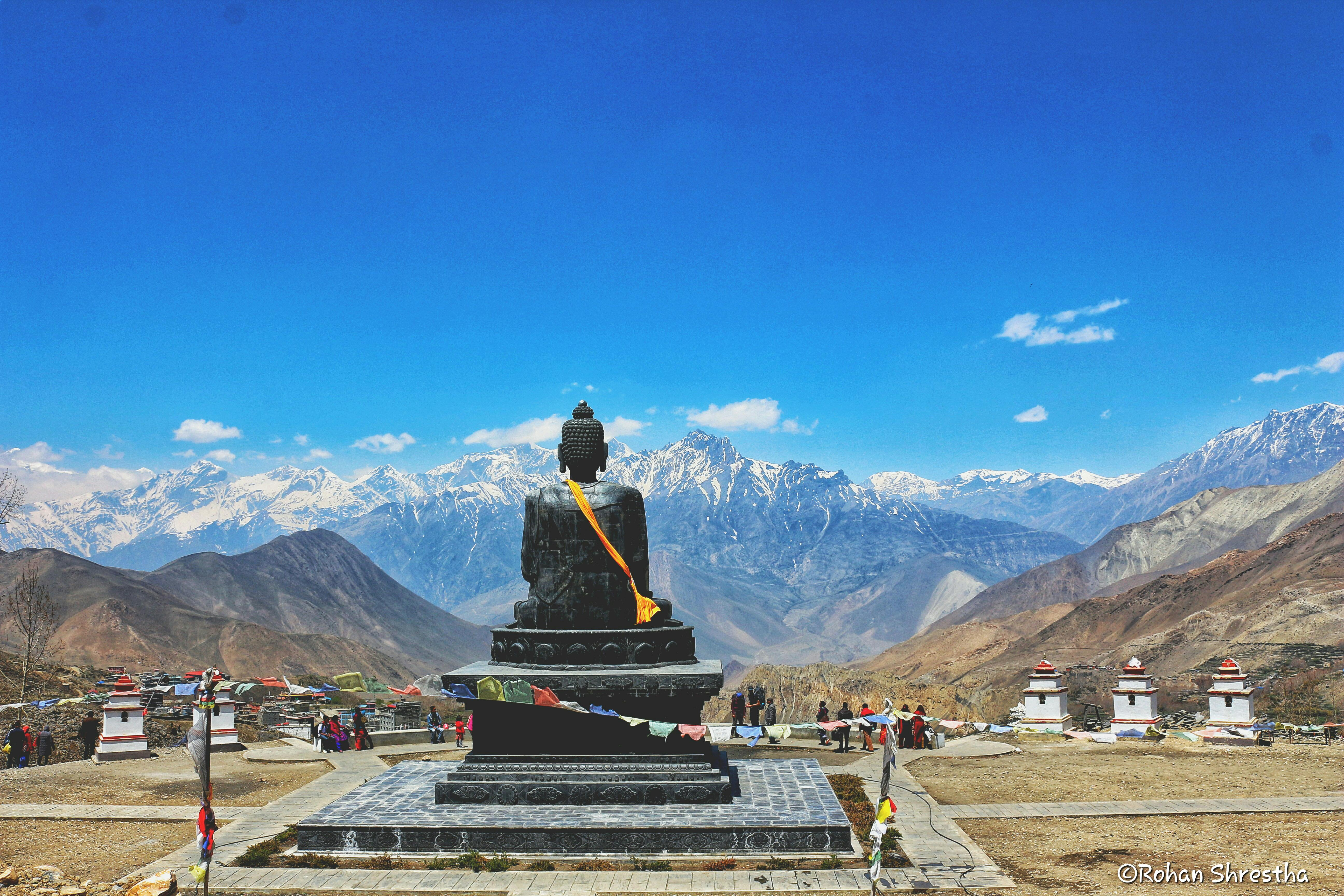
Bouddha surplombant la vallée
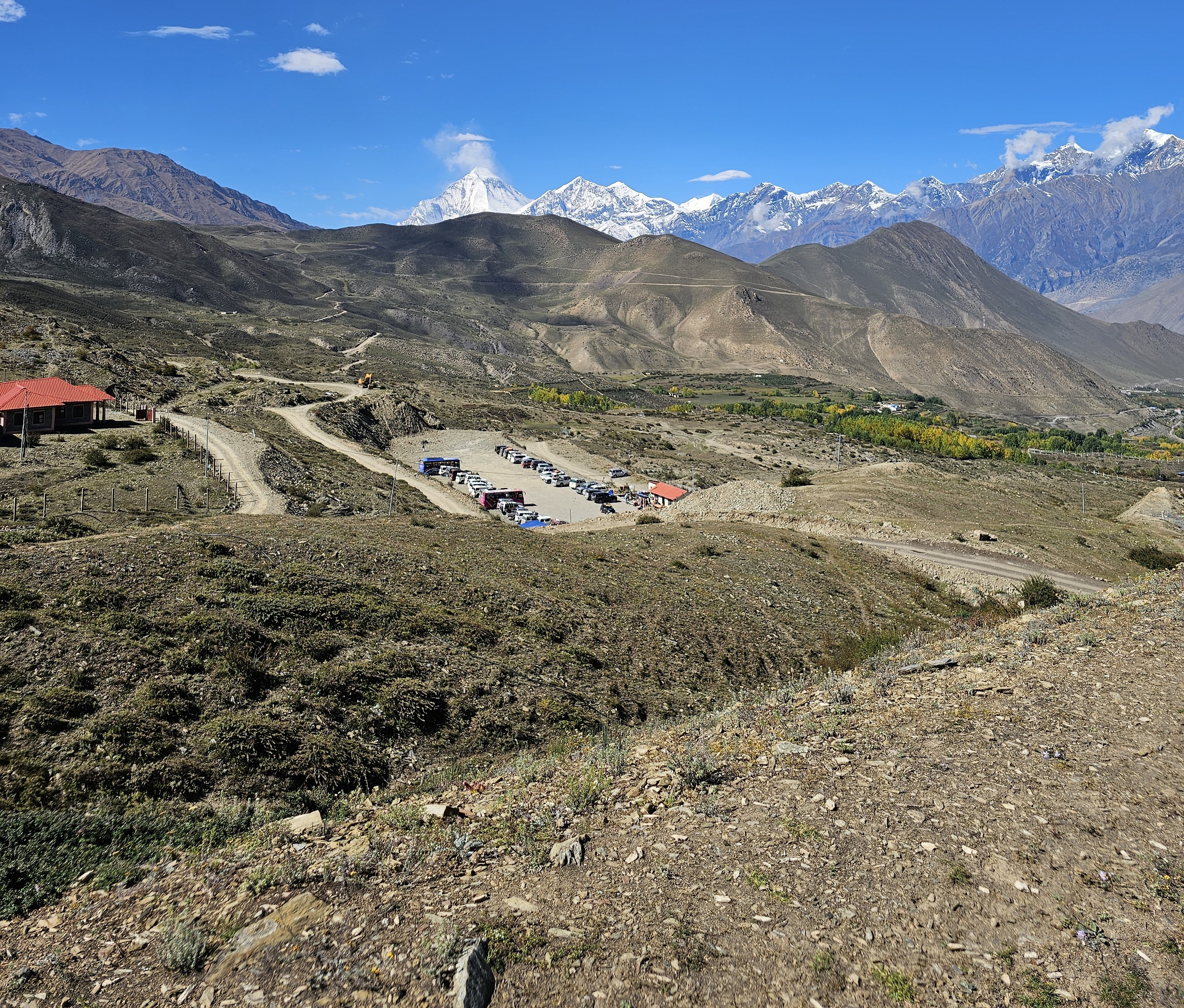
Arrêt de bus de Muktinath